# Diözese Bristol

Wappen

Die Diözese Bristol ist eine Diözese der Church of England in der Province of Canterbury. Ihr Sitz ist die Kathedrale von Bristol in Bristol. Bischöfin ist seit 2018 Vivienne Faull.

## Gebiet
Das Gebiet der Diözese umfasst Bristol, South Gloucestershire, einen Teil von North Wiltshire und Swindon. Der Bischof von Swindon unterstützt als Suffraganbischof den Diözesanbischof in der ganzen Diözese.

## Geschichte
Die Diözese wurde am 4. Juni 1542 durch Abtrennung von der im Vorjahr gegründeten Diözese Gloucester gebildet. Erster Bischof war Henry Holbeach. Bis zur Reformation hatte das gesamte Gebiet zur Diözese Worcester gehört. Zwischen 1552 und 1554 sowie zwischen 1836 und 1897 war das Gebiet der Diözese mit der Diözese Gloucester vereinigt.